# اتحاد كريم
أتحاد كريم (1940-2010)، نحّات عراقي ولد في بغداد، من أشهر أعماله (المرأة والرجل) الموجود في حديقة الزوراء، وشارك مع اسماعيل فتاح بأنجاز تماثيل شخصيات عراقية مثل معروف الرصافي، وأبو نؤاس.

## دراسته
أكمل دراسته الأبتدائية والمتوسطة والثانوية في بغداد وفي سنة 1963 تخرج من معهد الفنون الجميلة في جامعة بغداد. 

## حياته الفنية
هو من جيل الفنانين اسماعيل فتّاح الترك، وعبد الرحيم الوكيل، وليلى العطّار، وماهود أحمد، وبهيجة الحكيم، وعلاء بشير، وراكان دبدوب. يعتبر واحد من الفنانين الذين ساهموا في تطوير التشكيل المعاصر في العراق، مزج بين الواقع والحداثة والتجريد، عمل على الاستطالة والمجنحة في تغيير تركيبة الجسم البشري كي يمنحه ميزة مختلفة لجذب الأنتباه، واهتم كثيرا بالمرأة في التعبير عنها، اهتم في تصميم السيارات وعرض الكثير من التصاميم في السبعينات وشارك بها في معرض بغداد الدولي مما جعل بعض الشركات اليابانية أن تتعاقد معه لتفيذ بعض الرسوم للسيارات، تمتاز أعماله بالرشاقة لأنه يستوحي أفكاره من الواقع الاجتماعي والفكري التي تعبّر عن الروح ودمجها بالحداثة.
شارك مع النحّات إسماعيل فتّاح في إنجاز تماثيل الرصافي وعبد المحسن السعدون والواسطي وأبو نؤاس وجداريات التأميم والمصرف الصناعي ومدينة الطب، وشارك أيضا مع الفنان نداء كاظم في تنفيذ نصب كهرمانة. يعتبر النحات اتحاد كريم أكثر تحررا من التقاليد المحلية، حاور الأشكال العالمية على وفق تياراتها الحديثة وكان همه ليس الأنعتاق الشكلي للمفردة المحلية وإنما هو تشكيل عمل يماثل الحالة الجمالية للشكل دون أن يكون هناك تداخل عاطفي أو وجداني بأستخدام مفردات من ثقافته المحلية فهو يعمل وفق ما يحدث في العالم من تسابق في التيارات العالمية الحديثة التي وصلت ذروتها في فترة السبعينات من القرن الماضي ما شهد العراق من تحولات وتغيرات هائلة على الصعيد الفكري والأجتماعي والرفاه الأقتصادي.
كان يعكس واقعه المنفتح على العالم من داخل العراق، حيث يمزج بين تأثيرات (جاكومتي ومارينو ماريني) في صياغة الشكل النحتي وميل شخوصه الى الهدوء والاستقرار مع استطالتها.

## مشاركاته
- 1974 شارك في معرض السنتين العربي الاول في بغداد
- 1982 شارك في مهرجان الواسطي الثاني في بغداد
- 1983 شارك في معرض نيسان العاشر في بغداد
- 1986 شارك في مهرجان بغداد العالمي للفن التشكيلي في مركز صدام للفنون في بغداد
- 1991 شارك في معرض فني في الكويت

وأيضا اشترك في العديد من المعارض الفنية داخل وخارج العراق.

## وفاته
تعبت حالته الصحية وبقي سنتان مطروح الفراش، وتوفى في حزيران عام 2010 بعدما أصيب بجلطة دماغية.